# École supérieure de gestion du Maroc
Pour les articles homonymes, voir ESG.
Le Groupe ESG Maroc est né en 1985 d'un réel besoin en formation professionnelle de haut niveau, elle est filiale du groupe ESG Management School et est membre de la Conférence des Grandes Écoles.
En 2013, l'ESG annonce son projet de fusion avec le Groupe INSEEC, en effet une convention a été signée dans ce sens à l’occasion de la remise des diplômes de la 25e promotion de l’école le 20 septembre 2014 à Casablanca.

## Présentation de l'ESG Maroc
L'École Supérieure de Gestion est une Grande école de Commerce présente dans trois grandes villes marocaines: Casablanca, Marrakech et Agadir.
À partir de 2006, la formation s'étale sur cinq années, avec le système LMD, donnant lieu selon le choix de l'étudiant à des Bachelors et des Master of Science de grandes écoles partenaires notamment de l'INSEEC Business School ou à des Licences académiques et des Masters d'état français délivrés par des universités partenaires en particulier l'IAE de l'Université de Caen et l'Université Toulouse 1, ainsi que les formations diplômantes et accréditées par le ministère marocain de l'enseignement supérieur. 
Les étudiants et diplômés sont appelés les Esgistes. 
À l'ESG, l'étudiant a le choix entre cinq formations diplômantes Bac+5:
- Gestion Commerce Marketing.
- Gestion Finance.
- Commerce International.
- Management Communication.
- Informatique et systèmes réseaux.

Les étudiants du cycle normal sont tenus d'effectuer des stages en entreprise en relation avec leurs domaines d'études. À la fin de leurs études ils doivent avoir totalisé au minimum 12 mois de stages, ils sont également encouragés à réaliser quelques unités d’enseignement dans une des universités partenaires de l'école à l'étranger.
En dehors de la formation théorique, les étudiants réalisent et animent des séminaires et conférences; participent à des activités sociales et sportives relevants du para-universitaire.
L'École supérieure de gestion offre également aux salariés et cadres en situation professionnelle la possibilité de suivre des Licences et des Masters délocalisés qui sont dispensés en formation continue, en partenariat avec des écoles et universités françaises.

## Liste des partenaires académiques de l'ESG Maroc
- Paris ESG Management School
- INSEEC Business School
- IAE de l'Université de Caen Basse-Normandie
- Université Toulouse 1 Capitole
- IUT de l'Université de Perpignan
- Université de Versailles-Saint-Quentin-en-Yvelines
- École nationale de commerce et de gestion de Settat (ENCG de Settat)

## Personnalités ayant été formées à l'ESG Maroc
- M. Imad Benmoussa, Président de Coca-Cola France[2]
- M. Adil Bennani, Directeur Général de Toyota du Maroc
- Mme Mbarka Bouaida, Ministre Déléguée auprès du Ministre des Affaires Étrangères
- Mme Salwa Akhannouch, Directrice Générale de Groupe Aksal
- Mme Hajar Benchekroun, Directrice des Ressources Humaines Cummins North Africa
- Mme Sanae Alami, Directrice de Com OCP
- Mme. Selma El Menyar, Professeur Universitaire à l'Université de Lund en Suède
- M. Zakaria Rbii, Vice-Président Human Ressources Groupe Danone